# Partido da Inovação do Japão
O Partido da Inovação do Japão (維新の党 (Ishin no Tō)) foi um partido político japonês. Ele foi fundado em 22 de setembro de 2014, após a fusão do Partido de Restauração do Japão, liderado por Tōru Hashimoto, e do Partido da Unidade, liderado por Kenji Eda. Em 27 de março de 2016, o partido se fundiu com o Partido Democrata do Japão e a Visão de Reforma para formar o Partido Democrata (em japonês: Minshintō).

## História
Quando foi fundado, o Partido da Inovação do Japão foi liderado por Kenji Eda e o prefeito da cidade de Osaka, Tōru Hashimoto. Em dezembro de 2014, Hashimoto renunciou ao cargo para se concentrar nas eleições municipais programadas para a primavera de 2015. Eda, então, permaneceu como único líder do partido.
Após a derrota no plano de tornar Osaka em uma metrópoles, durante um referendo municipal realizado em maio de 2015, Eda renunciou como líder. Para ocupar seu cargo, o ex-membro do Partido Democrata do Japão Yorihisa Matsuno foi eleito.
Em outubro de 2015, uma facção alinhada com Hashimoto se separou do partido para formar as Iniciativas de Osaka, atual Nippon Ishin no Kai. Então, no final de outubro, outros quatro membros partiram depois de expressar insatisfação com a liderança de Matsuno; o grupo passou a formar a Visão de Reforma em dezembro de 2015.
Em 24 de fevereiro de 2016, o Partido da Inovação do Japão, a Visão de Reforma e o Partido Democrático do Japão anunciaram um acordo para se fundir antes das eleições na Câmara Alta em julho de 2016. Em 14 de março do mesmo ano, o nome japonês do novo partido foi anunciado como Minshintō, tendo sido a escolha mais popular de dois nomes possíveis entre os eleitores. Em 27 de março, os três partidos citados e vários outros partidos menores se fundiram para formar o novo Partido Democrata.